# Tmesibasis larseni
Tmesibasis larseni is een insect uit de familie van de vlinderhaften (Ascalaphidae), die tot de orde netvleugeligen (Neuroptera) behoort. 
Tmesibasis larseni is voor het eerst wetenschappelijk beschreven door Hölzel in 1983.